# 飯豊中津川テレビ中継局
飯豊中津川テレビ中継局（いいでなかつがわテレビちゅうけいきょく）は、山形県西置賜郡飯豊町に置かれているテレビ中継局。

## 概要
- 当テレビ中継局は、西置賜郡飯豊町上原の大畑峠北に置かれ、同町矢見沢地区から数馬沢地区の大方山形県道8号川西小国線沿線地域へ電波を発射している。

## 送信施設概要

### 地上デジタルテレビ放送
| リモコンキーID | 放送局名                  | チャンネル | 空中線電力 | ERP   | 放送対象地域 | 放送区域内世帯数 | 開局日         |
| 1              | NHK山形総合テレビ         | 48ch       | 50mW       | 430mW | 山形県       | 約100世帯        | 2009年12月28日 |
| 2              | NHK山形教育テレビ         | 43ch       | 50mW       | 430mW | 全国         | 約100世帯        | 2009年12月28日 |
| 4              | YBC山形放送               | 49ch       | 50mW       | 430mW | 山形県       | 約100世帯        | 2009年12月28日 |
| 5              | YTS山形テレビ             | 42ch       | 50mW       | 430mW | 山形県       | 約100世帯        | 2009年12月28日 |
| 6              | TUYテレビユー山形         | 44ch       | 50mW       | 430mW | 山形県       | 約100世帯        | 2009年12月28日 |
| 8              | SAYさくらんぼテレビジョン | 46ch       | 50mW       | 430mW | 山形県       | 約100世帯        | 2009年12月28日 |

#### 備考
- 2009年7月28日に予備免許交付、10月上旬に試験放送開始、12月25日に本免許交付。
- 山形テレビ・テレビユー山形・さくらんぼテレビジョンの各テレビ局は、デジタル新局として開局。
- 出力については、アナログUHF中継局の5%となる為、事実上の減力となる。

### 地上アナログテレビ放送
| 放送局名          | チャンネル | 空中線電力          | ERP                 | 放送対象地域 | 放送区域内世帯数 | 備考                              |
| NHK山形総合テレビ | 2ch        | 映像100mW /音声25mW | 映像350mW /音声87mW | 山形県       | 不明             | 2011年7月24日をもって廃止された。 |
| NHK山形教育テレビ | 11ch       | 映像100mW /音声25mW | 映像310mW /音声77mW | 全国         | 不明             | 2011年7月24日をもって廃止された。 |
| YBC山形放送       | 45ch       | 映像1W /音声250mW   | 映像7.1W /音声1.75W | 山形県       | 不明             | 2011年7月24日をもって廃止された。 |

- YTS、TUY、SAYにはチャンネルが割り当てられていなかった。